# 대성초등학교 (충남)
대성초등학교는 대한민국 충청남도 서산시 지곡면 환성리에 있었던 공립 초등학교이다.

## 학교 연혁
- 1949년 9월 15일 부성국민학교 환대분교 개교(설립인가 9월 10일)
- 1971년 12월 10일 대성국민학교 설립 인가
- 1972년 3월 2일 대성국민학교 개교
- 1984년 3월 8일 병설유치원 개원
- 1996년 3월 1일 대성초등학교로 개칭
- 2007년 3월 1일 부성초등학교로 통폐합

## 설립 과정
대요, 환성부락은 부성초등학교에서 약10km쯤 떨어진 곳에 위치하고 있어 학생들이 도보로 가려면 1시간이상 소요되어 통학하기에 매우 불편함으로 해서 설립하게 되었다.